# 基娅拉·古佐纳托
基娅拉·古佐纳托（義大利語：Chiara Guzzonato，1956年2月23日—），意大利前女子篮球运动员。她曾代表意大利国家队参加1980年夏季奥林匹克运动会篮球比赛，结果获得第六名。